# Остапенко Марія Арсентіївна
Марія Арсентіївна Остапенко (? — ?) — українська радянська діячка, вчителька, директор Димарської семирічної школи Розважівського (тепер — Іванківського) району Київської області. Депутат Верховної Ради УРСР 4—5-го скликань.

## Біографія
Освіта вища.
Працювала вчителькою у школах Київської області.
З 1953 року — директор Димарської семирічної школи села Димарки Розважівського (тепер — Іванківського) району Київської області.

## Нагороди
- ордени
- медалі